# Batesimalva stipulata
Batesimalva stipulata är en malvaväxtart som beskrevs av Paul Arnold Fryxell. Batesimalva stipulata ingår i släktet Batesimalva och familjen malvaväxter. Inga underarter finns listade i Catalogue of Life.